# Hypodactylinae
Hypodactylinae is een onderfamilie van kikkers uit de familie Strabomantidae. De wetenschappelijke naam van de onderfamilie werd voor het eerst gepubliceerd door Hedges, Lemmon, Lemmon, McGrath & Heinicke in 2017 "2018".
Er zijn 15 soorten binnen één geslachten, namelijk Niceforonia, . Alle soorten komen voor in delen van Zuid-Amerika namelijk Peru, Ecuador en Colombia.

## Taxonomie
- Onderfamilie Hypodactylinae
  - Geslacht Niceforonia Goin & Cochran, 1963